# Golden Globe per la migliore attrice debuttante
Il Golden Globe per la migliore attrice debuttante venne assegnato alla miglior attrice debuttante dalla HFPA (Hollywood Foreign Press Association).

## Vincitori e candidati
L'elenco mostra la vincitrice di ogni anno, seguita dalle attrici che hanno ricevuto una candidatura. Per ogni attrice viene indicato il film che le ha valso la candidatura (titolo italiano e titolo originale tra parentesi).

### 1940
- 1948
  - Lois Maxwell - Età inquieta (That Hagen Girl)

### 1950
- 1950
  - Mercedes McCambridge - Tutti gli uomini del re (All the King's Men)
  - Ruth Roman - Il grande campione (Champion)
- 1951
  - vedi Golden Globe per il miglior interprete debuttante
- 1952
  - Anna Maria Pierangeli - Teresa
- 1953
  - Colette Marchand - Moulin Rouge (Moulin Rouge)
  - Katy Jurado - Mezzogiorno di fuoco (High Noon)
  - Rita Gam - La spia (The Thief)
- 1954
  - Bella Darvi - Sinuhe l'egiziano (The Egyptian) e Operazione mistero (Hell and High Water)
  - Pat Crowley - Eternamente femmina (Forever Female) e I figli del secolo (Money from Home)
  - Barbara Rush - Destinazione Terra (It Came from Outer Space)
- 1955
  - Shirley MacLaine
  - Kim Novak
  - Karen Sharpe
- 1956
  - Anita Ekberg
  - Victoria Shaw
  - Dana Wynter
- 1957
  - Carroll Baker
  - Jayne Mansfield
  - Natalie Wood
  - Taina Elg (Finlandia)  miglior debuttante straniera
- 1958
  - Sandra Dee
  - Carolyn Jones
  - Diane Varsi
- 1959
  - Linda Cristal
  - Susan Kohner
  - Tina Louise
  - Joanna Barnes
  - Carol Lynley
  - France Nuyen

### 1960
- 1960
  - Angie Dickinson
  - Janet Munro
  - Stella Stevens
  - Tuesday Weld
  - Diane Baker
- 1961
  - Ina Balin
  - Nancy Kwan
  - Hayley Mills
  - Shirley Knight
  - Jill Hayworth
- 1962
  - Ann-Margret
  - Jane Fonda
  - Christine Kaufmann
  - Cordula Trantow
  - Pamela Tiffin
- 1963
  - Patty Duke
  - Sue Lyon
  - Rita Tushingham
  - Daliah Lavi
  - Janet Margolin
  - Suzanne Pleshette
- 1964
  - Tippi Hedren - Gli uccelli (The Birds)
  - Ursula Andress - Agente 007 - Licenza di uccidere (Dr. No)
  - Elke Sommer - Intrigo a Stoccolma (The Prize)
  - Leslie Parrish - Per soldi o per amore (For Love or Money)
  - Joey Heatherton - La notte del delitto (Twilight of Honor)
  - Maggie Smith - International Hotel (The V.I.P.s)
- 1965
  - Mia Farrow
  - Celia Kaye
  - Mary Ann Mobley
- 1966
  - Elizabeth Hartman - Incontro al Central Park (A Patch of Blue)
  - Maura McGiveney - Non disturbate (Do Not Disturb)
  - Geraldine Chaplin -  Il dottor Zivago (Doctor Zhivago)
  - Donna Butterworth - I sette magnifici Jerry (The Family Jewels)
  - Rosemary Forsyth - Shenandoah la valle dell'onore (Shenandoah)
- 1967
  - Camilla Sparv - Alle donne piace ladro (Dead Heat on a Merry-Go-Round)
  - Lynn Redgrave - Georgy, svegliati (Georgy Girl)
  - Jessica Walter - Grand Prix (Grand Prix)
  - Marie Gomez - I professionisti (The Professionals)
  - Candice Bergen - Quelli della San Pablo (The Sand Pebbles)
- 1968
  - Katharine Ross - Il laureato (The Graduate)
  - Pia Degermark - Elvira Madigan (Elvira Madigan)
  - Katharine Houghton - Indovina chi viene a cena? (Guess Who's Coming to Dinner)
  - Faye Dunaway - E venne la notte (Hurry Sundown)
  - Greta Baldwin - Gioco d'azzardo (Rogues' Gallery)
  - Sharon Tate - La valle delle bambole (Valley of the Dolls)
- 1969
  - Olivia Hussey - Romeo e Giulietta (Romeo e Giulietta)
  - Ewa Aulin - Candy e il suo pazzo mondo (Candy)
  - Barbara Hancock - Sulle ali dell'arcobaleno (Finian's Rainbow)
  - Sondra Locke - L'urlo del silenzio (The Heart Is a Lonely Hunter)
  - Leigh Taylor-Young - Lasciami baciare la farfalla (I Love You, Alice B. Toklas!)
  - Jacqueline Bisset - L'onda lunga (The Sweet Ride)

### 1970
- 1970
  - Ali MacGraw - La ragazza di Tony (Goodbye, Columbus)
  - Dyan Cannon - Bob & Carol & Ted & Alice (Bob & Carol & Ted & Alice)
  - Goldie Hawn - Fiore di cactus (Cactus Flower)
  - Marianne McAndrew - Hello, Dolly! (Hello, Dolly!)
  - Brenda Vaccaro - La carta vincente (Where It's At)
- 1971
  - Carrie Snodgress - Diario di una casalinga inquieta (Diary of a Mad Housewife)
  - Jane Alexander - Per salire più in basso (The Great White Hope)
  - Angel Tompkins - Amo mia moglie (I Love My Wife)
  - Marlo Thomas - Jenny (Jenny)
  - Lola Falana - Il silenzio si paga con la vita (The Liberation of L.B. Jones)
  - Anna Calder-Marshall - Pussycat, Pussycat... Ti amo (Pussycat, Pussycat, I Love You)
- 1972
  - Twiggy - Il boy friend (The Boy Friend)
  - Delores Taylor - Billy Jack (Billy Jack)
  - Cybill Shepherd - L'ultimo spettacolo (The Last Picture Show)
  - Sandy Duncan - Un papero da un milione di dollari (The Million Dollar Duck)
  - Janet Suzman - Nicola e Alessandra (Nicholas and Alexandra)
- 1973
  - Diana Ross - La signora del blues (Lady Sings the Blues)
  - Marisa Berenson - Cabaret (Cabaret)
  - Mary Costa - Il grande valzer (The Great Waltz)
  - Victoria Principal - L'uomo dai sette capestri (The Life and Times of Judge Roy Bean)
  - Madeline Kahn - Ma papà ti manda sola? (What's Up, Doc?)
  - Sian Barbara Allen - A un passo dalla morte (You'll Like My Mother)
- 1974
  - Tatum O'Neal - Paper Moon - Luna di carta (Paper Moon)
  - Kay Lenz - Breezy (Breezy)
  - Michelle Phillips - Dillinger (Dillinger)
  - Linda Blair - L'esorcista (The Exorcist)
  - Barbara Sigel - Time to Run (Time to Run)
- 1975
  - Susan Flannery - L'inferno di cristallo (The Towering Inferno)
  - Ann Turkel - Attento sicario: Crown è in caccia (99 and 44/100% Dead)
  - Helen Reddy - Airport '75 (Airport 1975)
  - Valerie Harper - Una strana coppia di sbirri (Freebie and the Bean)
  - Julie Gholson - Dove fioriscono i gigli (Where the Lilies Bloom)
- 1976
  - Marilyn Hassett - Una finestra sul cielo (The Other Side of the Mountain)
  - Stockard Channing - Due uomini e una dote (The Fortune)
  - Jeannette Clift - The Hiding Place (The Hiding Place)
  - Barbara Carrera - Il giorno del grande massacro (The aster Gunfighter)
  - Ronee Blakley - Nashville (Nashville)
  - Lily Tomlin - Nashville (Nashville)
- 1977
  - Jessica Lange - King Kong (King Kong)
  - Melinda Dillon - Questa terra è la mia terra (Bound for Glory)
  - Andrea Marcovicci - Il prestanome (The Front)
  - Mariel Hemingway - Stupro (Lipstick)
  - Gladys Knight - Pipe Dreams (Pipe Dreams)
- 1979
  - Irene Miracle - Fuga di mezzanotte (Midnight Express)
  - Annie Potts - Corvette Summer (Corvette Summer)
  - Anita Skinner - Girlfriends (Girlfriends)
  - Mary Steenburgen - Verso il Sud (Goin' South)
  - Anne Ditchburn - Ballando lo slow nella grande città (Slow Dancing in the Big City)

### 1980
- 1980
  - Bette Midler - The Rose (The Rose)
  - Bo Derek - 10 (10)
  - Susan Anton - Goldengirl - La ragazza d'oro (Goldengirl)
  - Lynn-Holly Johnson - Castelli di ghiaccio (Ice Castles)
  - Lisa Eichhorn - Yankees (Yanks)
- 1981
  - Nastassja Kinski - Tess (Tess)
  - Nancy Allen - Vestito per uccidere (Dressed to Kill)
  - Dolly Parton - Dalle 9 alle 5... orario continuato (Nine to Five)
  - Cathy Moriarty - Toro scatenato (Raging Bull)
  - Debra Winger - Urban Cowboy (Urban Cowboy)
- 1982
  - vedi Golden Globe per il miglior interprete debuttante
- 1983
  - Sandahl Bergman - Conan il barbaro (Conan the Barbarian)
  - Aileen Quinn - Annie (Annie)
  - Amy Madigan - Love Child (Love Child)
  - Lisa Blount - Ufficiale e gentiluomo (An Officer and a Gentleman)
  - Katherine Healy - Niki (Six Weeks)
  - Molly Ringwald - La tempesta (Tempest)